# Gualdo Tadino

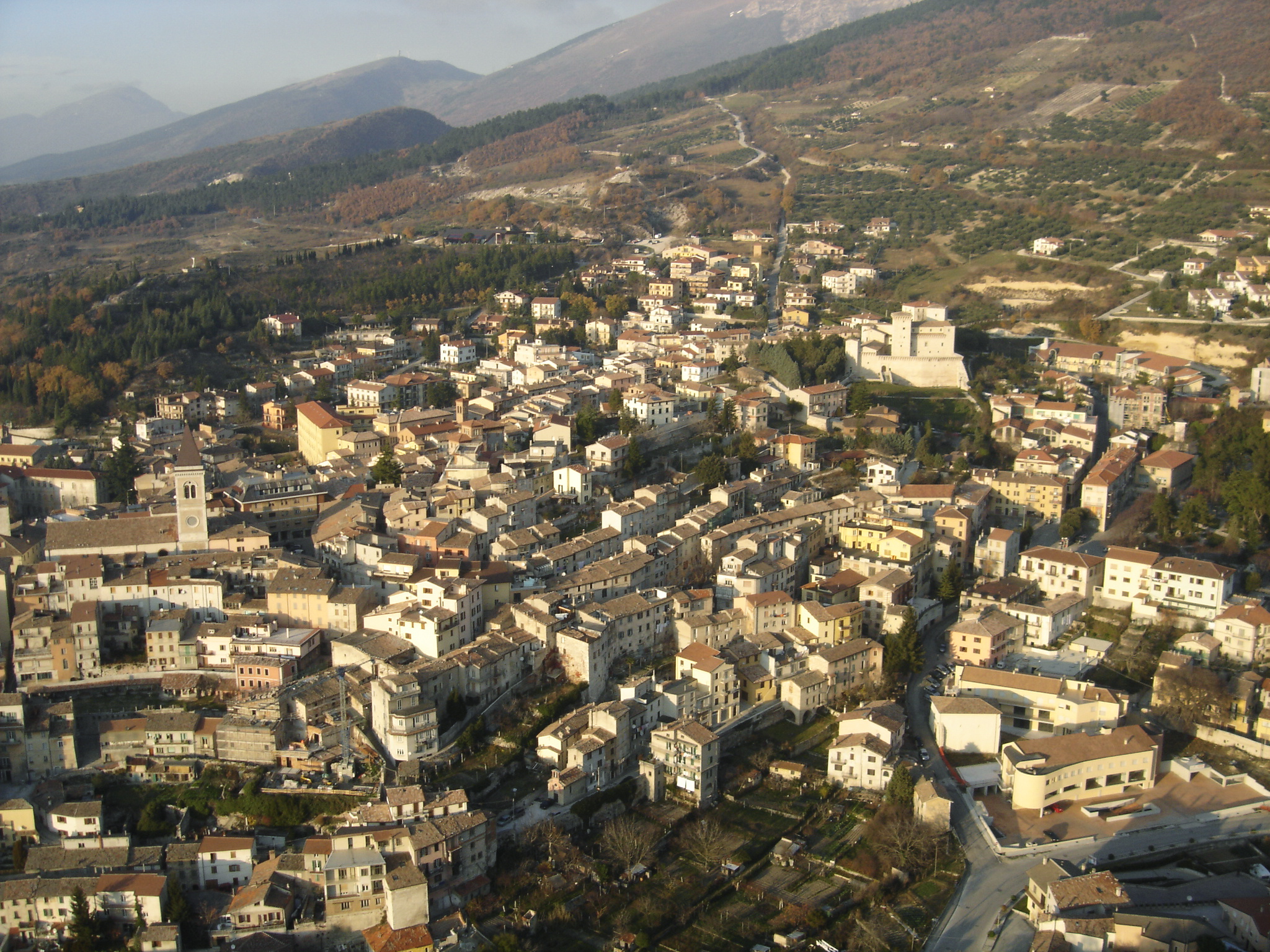

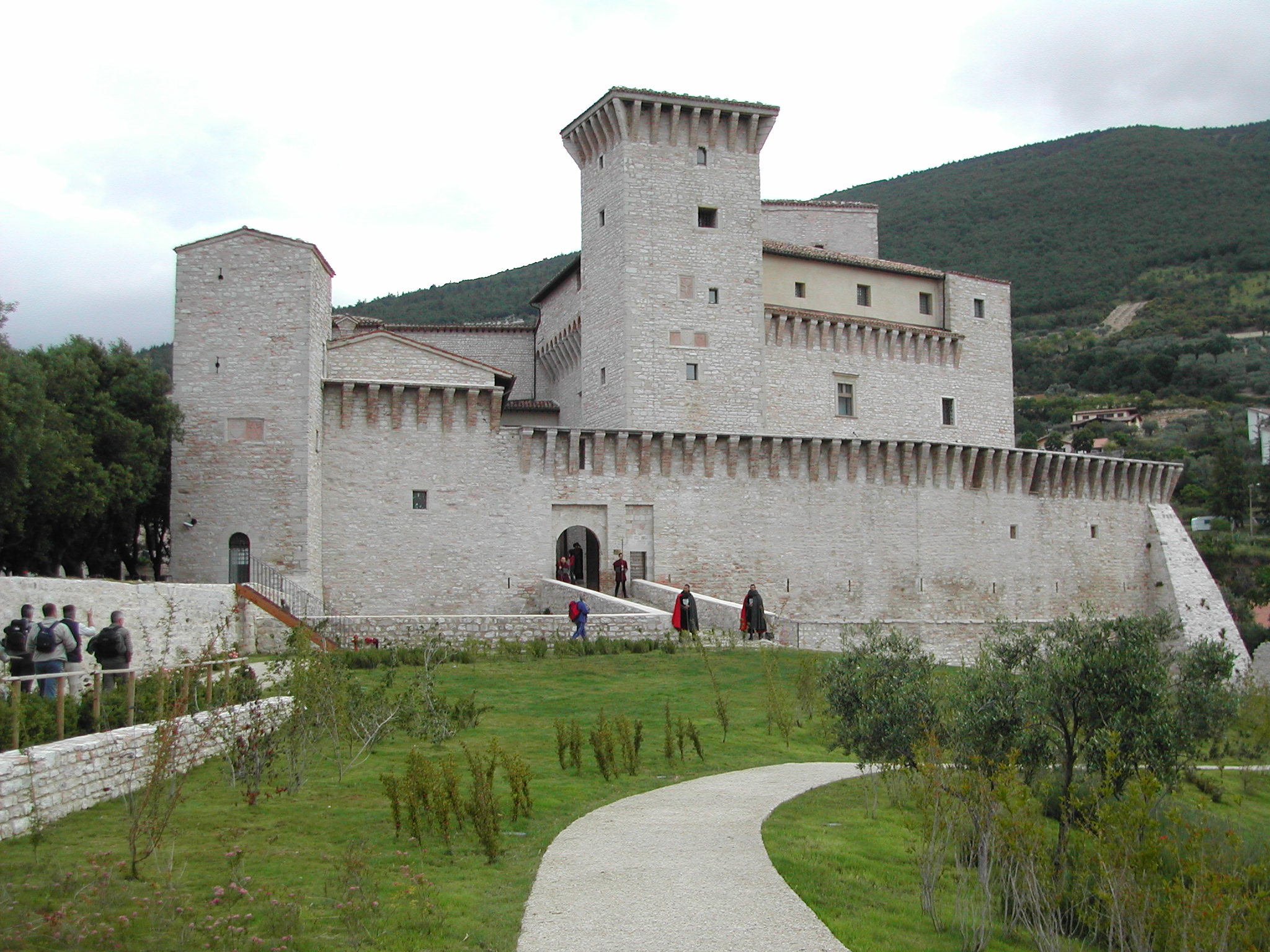

Gualdo Tadino is een gemeente in de Italiaanse provincie Perugia (regio Umbrië) en telt 15.472 inwoners (31-12-2004). De oppervlakte bedraagt 124,2 km², de bevolkingsdichtheid is 125 inwoners per km².

## Demografie
Gualdo Tadino telt ongeveer 6389 huishoudens. Het aantal inwoners steeg in de periode 1991-2001 met 6,4% volgens cijfers uit de tienjaarlijkse volkstellingen van ISTAT.
| Jaar | Inwoneraantal |
| ---- | ------------- |
| 1991 | 14.154        |
| 2001 | 15.064        |

## Geografie
De gemeente ligt op ongeveer 536 m boven zeeniveau.
Gualdo Tadino grenst aan de volgende gemeenten: Fabriano (AN), Fossato di Vico, Gubbio, Nocera Umbra en Valfabbrica.
Hier vond in 552 de Slag bij Taginae plaats.